# Анзегизель
Анзегизе́ль (Ansegisel) — один из представителей рода Арнульфингов. Сын Арнульфа Мецского — основателя династии.

## Биография
Анзегизель был женат на Бегге Анденской из рода Пипинидов (позже — Каролингов). После их свадьбы произошла своеобразная ассимиляция Арнульфингов: их сын — будущий майордом Пипин II Геристальский — и его потомки до Карла Великого стали называться Пипинидами.
Анзегизель был убит Гундевином (или Гундоином) не позднее 679 года, возможно, около 662 года, вскоре после свержения короля франков Хильдеберта Приёмного.

## Брак и дети

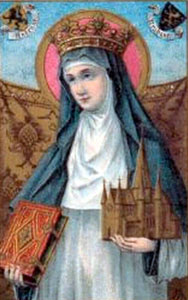
Жена короля Анзегизеля Бегга Анденская

Жена: после 635 года — Бегга Анденская (ок.605—до 679)
- Пипин II Геристальский (ок. 635 — 16 декабря 714), майордом Австразии (с 679), майордом Нейстрии и Бургундии (с 687), герцог франков (687—714)
- Мартин Геристальский (ок.655—до 696), граф Лаона; жена: с ок. 695 Бертрада (ок.676—740), дочь короля Теодориха III
- Клотильда (после 650—3 июня 692); муж: Теодорих III (654—691) — король франков (673, 675—691)